# Johannes Zimmermann (Märtyrer)
Johannes Zimmermann (* 1885 in Seelmann, Russisches Kaiserreich; † 17. August 1937 in Sandarmoch, Sowjetunion) war ein russlanddeutscher römisch-katholischer Geistlicher und Märtyrer.

## Leben
Johannes Zimmermann wuchs im Bistum Tiraspol auf. Er studierte Theologie im Priesterseminar Saratow und wurde 1908 zum Priester geweiht. Die Stationen seines Wirkens waren: Astrachan, Zarizyn (Wolgograd), Dekan in Saratow. Nach mehrmaligen Verhaftungen und Freilassungen zwischen 1918 und 1924 wurde er 1925 nach erneuter Verhaftung in die Region Syrjanskoje (Tomsk) verbannt und 1927 unter Auflagen entlassen. In seinem neuen Wohnsitz Stalingrad wurde er am 2. Februar 1930 erneut festgenommen, am 6. Juni 1931 zu drei Jahren Gulag verurteilt und in das Karlag in Kasachstan deportiert. 1934 kehrte er in das Wolgagebiet zurück, wurde am 20. April 1935 in Brabander/Kasitskoje nochmals verhaftet, am 13. August 1937 zum Tode verurteilt und am 17. August 1937 in Sandarmoch erschossen.

## Gedenken
Die Römisch-katholische Kirche in Deutschland nahm Johannes Zimmermann als Märtyrer in das deutsche Martyrologium des 20. Jahrhunderts auf.